# 岐阜市立加納西小学校
岐阜市立加納西小学校（ぎふしりつ かのうにししょうがっこう）は、岐阜県岐阜市加納高柳町1丁目にある公立小学校。

## 沿革
- 1931年（昭和6年）5月 - 稲葉郡加納町の加納尋常高等小学校から分離し、加納第二尋常小学校として開校。
- 1940年（昭和15年）2月11日 - 加納町が岐阜市に編入される。
- 1941年（昭和16年）4月1日 - 加納第二国民学校に改称する。
- 1947年（昭和22年）4月1日 - 岐阜市立加納第二小学校に改称する。
- 1962年（昭和37年）4月1日 - 岐阜市立加納西小学校に改称する[1]。

## 校区
- 加納西山町
- 加納本町5～9丁目
- 加納堀田町1・2丁目
- 加納本石町1～5丁目
- 加納竜興町1～3丁目
- 加納奥平町1・2丁目
- 加納上本町4丁目
- 加納大黒町1～6丁目
- 加納高柳町1～4丁目
- 加納立花町
- 加納南陽町1～3丁目
- 加納永井町1～3丁目
- 加納村松町1～4丁目
- 加納梅田町
- 加納黒木町1・2丁目
- 加納前田町
- 加納富士町1～3丁目
- 加納伏見町
- 加納寿町1～5丁目
- 加納天神町5丁目
- 加納青藤町1～3丁目
- 加納愛宕町
- 加納桜田町1～3丁目
- 加納栄町通1～7丁目
- 加納坂井町
- 加納清野町
- 加納水野町1～5丁目
- 加納三笠町1・2丁目
- 加納新本町1～4丁目
- 加納城南通3丁目
- 加納神明町1～6丁目
- 加納清水町1～4丁目
- 加納菱野町

## 進学先中学校
- 岐阜市立陽南中学校

## 校区周辺
- 岐阜県立加納高等学校
- 岐阜加納西郵便局
- 加納三笠公園

## 交通アクセス
- JR東海東海道本線・高山本線岐阜駅より徒歩約15分。
- 加納めぐりバス「加納西小学校・公民館」より